# Ibrahim Saad Abdel Galil
Ibrahim Saad Abdel Galil (arabisch ابراهيم سعد عبد الجليل; * 1946) ist ein ehemaliger sudanesischer Leichtathlet.
Er trat bei den Olympischen Sommerspielen 1972 in München in den Wettbewerben über 200 m, und zusammen mit Mohamed Musa Gadou, Dafallah Sultan Farah und Angelo Hussein in der 4 × 400-m-Staffel an.